# Campionato italiano 2013-2014 (hockey su pista femminile)
Il Campionato italiano 2013-2014 è stata la 21ª edizione del campionato italiano femminile di hockey su pista. Esso è stato organizzato dalla Federazione Italiana Hockey e Pattinaggio. La competizione è iniziata il 27 aprile e si è conclusa l'8 giugno 2014.
Il torneo fu vinto dal Bassano per la 2ª volta nella sua storia.

## Squadre partecipanti
| Club           | Stagione | Città                   | Impianto               | Stagione precedente                           |
| -------------- | -------- | ----------------------- | ---------------------- | --------------------------------------------- |
| Bassano        | dettagli | Bassano del Grappa (VI) | PalaSind               | 1º nel campionato italiano, campione d'Italia |
| Matera         | dettagli | Matera                  | PalaSassi              | 3º nel campionato italiano                    |
| Real Breganze  | dettagli | Breganze (VI)           | PalaFerrarin           | 5º nel campionato italiano                    |
| Skating Pesaro | dettagli | Pesaro                  | PalaCampanara          | n.d.                                          |
| UVP Modena     | dettagli | Mirandola (MO)          | Palazzetto dello sport | n.d.                                          |
| Villach        | dettagli | Villaco (Austria)       | Ballspielhalle Lind    | n.d.                                          |

## Prima fase

### Girone 1

#### Concentramento 1 - Breganze
|                | 1ª giornata       |        |
| -------------- | ----------------- | ------ |
| 11 maggio 2014 | Villach - Bassano | 1 – 11 |

|                | 2ª giornata             |       |
| -------------- | ----------------------- | ----- |
| 11 maggio 2014 | Bassano - Real Breganze | 4 – 3 |

|                | 3ª giornata             |       |
| -------------- | ----------------------- | ----- |
| 11 maggio 2014 | Real Breganze - Villach | 8 – 1 |

#### Concentramento 2 - Villaco
|                | 1ª giornata             |       |
| -------------- | ----------------------- | ----- |
| 18 maggio 2014 | Real Breganze - Bassano | 1 – 1 |

|                | 2ª giornata       |        |
| -------------- | ----------------- | ------ |
| 18 maggio 2014 | Bassano - Villach | 13 – 0 |

|                | 3ª giornata             |        |
| -------------- | ----------------------- | ------ |
| 18 maggio 2014 | Villach - Real Breganze | 0 – 13 |

#### Classifica finale
|  | Pos. | Squadra       | Pt | G | V | N | P | GF | GS | DR  |
|  | ---- | ------------- | -- | - | - | - | - | -- | -- | --- |
|  | 1.   | Bassano       | 10 | 4 | 3 | 1 | 0 | 29 | 5  | +24 |
|  | 2.   | Real Breganze | 7  | 4 | 2 | 1 | 1 | 25 | 6  | +19 |
|  | 3.   | Villach       | 0  | 4 | 0 | 0 | 4 | 2  | 45 | -43 |

Legenda:
  Qualificato alle final four scudetto.
Note:
Tre punti a vittoria, uno a pareggio, zero a sconfitta.

### Girone 2

#### Concentramento 1 - Lodi
|                | 1ª giornata                 |        |
| -------------- | --------------------------- | ------ |
| 27 aprile 2014 | UVP Modena - Skating Pesaro | 11 – 1 |

|                | 2ª giornata             |        |
| -------------- | ----------------------- | ------ |
| 27 aprile 2014 | Skating Pesaro - Matera | 0 – 10 |

|                | 3ª giornata         |       |
| -------------- | ------------------- | ----- |
| 27 aprile 2014 | Matera - UVP Modena | 7 – 3 |

#### Concentramento 2 - Pesaro
|                | 1ª giornata                 |       |
| -------------- | --------------------------- | ----- |
| 11 maggio 2014 | Skating Pesaro - UVP Modena | 0 – 8 |

|                | 2ª giornata             |       |
| -------------- | ----------------------- | ----- |
| 11 maggio 2014 | Matera - Skating Pesaro | 9 – 0 |

|                | 3ª giornata         |        |
| -------------- | ------------------- | ------ |
| 11 maggio 2014 | UVP Modena - Matera | 1 – 13 |

#### Classifica finale
|  | Pos. | Squadra        | Pt | G | V | N | P | GF | GS | DR  |
|  | ---- | -------------- | -- | - | - | - | - | -- | -- | --- |
|  | 1.   | Matera         | 12 | 4 | 4 | 0 | 0 | 39 | 4  | +35 |
|  | 2.   | UVP Modena     | 6  | 4 | 2 | 0 | 2 | 23 | 21 | +2  |
|  | 3.   | Skating Pesaro | 0  | 4 | 0 | 0 | 4 | 1  | 38 | -37 |

Legenda:
  Qualificato alle final four scudetto.
Note:
Tre punti a vittoria, uno a pareggio, zero a sconfitta.

## Final four

### Risultati
|               | 1ª giornata                |       |
| ------------- | -------------------------- | ----- |
| 7 giugno 2014 | Bassano - Matera           | 3 – 2 |
| 7 giugno 2014 | Real Breganze - UVP Modena | 7 – 1 |

|               | 2ª giornata             |        |
| ------------- | ----------------------- | ------ |
| 7 giugno 2014 | Matera - UVP Modena     | 20 – 0 |
| 8 giugno 2014 | Bassano - Real Breganze | 4 – 1  |

|               | 3ª giornata            |        |
| ------------- | ---------------------- | ------ |
| 8 giugno 2014 | Matera - Real Breganze | 3 – 2  |
| 8 giugno 2014 | Bassano - UVP Modena   | 11 – 2 |

### Classifica finale
|  | Pos. | Squadra       | Pt | G | V | N | P | GF | GS | DR  |
|  | ---- | ------------- | -- | - | - | - | - | -- | -- | --- |
|  | 1.   | Bassano       | 9  | 3 | 3 | 0 | 0 | 18 | 5  | +13 |
|  | 2.   | Matera        | 6  | 3 | 2 | 0 | 1 | 25 | 5  | +20 |
|  | 3.   | Real Breganze | 3  | 3 | 1 | 0 | 2 | 10 | 8  | +2  |
|  | 3.   | UVP Modena    | 0  | 3 | 0 | 0 | 3 | 3  | 38 | -35 |

Legenda:
      Campione d'Italia.
Note:
Tre punti a vittoria, uno a pareggio, zero a sconfitta.

## Verdetti
| Verdetto                    | Club                |
| --------------------------- | ------------------- |
| Campione d'Italia 2013-2014 | Bassano (2º titolo) |